# Золотая малина (премия, 1997)
17-я церемония объявления лауреатов премии «Золотая малина» за сомнительные заслуги в области кинематографа за 1996 год состоялась 23 марта 1997 года в Hollywod Roosevelt Hotel, в Лос-Анджелесе, Калифорния.
В этом году была введена новая категория: за «Худший сценарий фильма, с кассовыми сборами более 100 млн. долларов».

## Статистика
| Фильм                                                                 | номинации | победы |
| --------------------------------------------------------------------- | --------- | ------ |
| • Стриптиз / Striptease                                               | 7         | 6      |
| • Не называй меня малышкой / Barb Wire                                | 6         | 1      |
| • Остров доктора Моро / The Island of Dr. Moreau                      | 6         | 1      |
| • Семейка придурков / The Stupids                                     | 4         | 1      |
| • Эд / Ed                                                             | 3         | -      |
| • Смерч / Twister                                                     | 2         | 1      |
| • Дневной свет / Daylight                                             | 2         | -      |
| • Мэри Рейлли / Mary Reilly                                           | 2         | -      |
| • Двое — это слишком / Two Much                                       | 2         | -      |
| • Бивис и Баттхед уделывают Америку / Beavis and Butt-head Do America | 2         | -      |

## Список лауреатов и номинантов
Победители выделены отдельным цветом. 
| Категории                                                    | Лауреаты и номинанты                                                                                 | Лауреаты и номинанты                                                                                              | Лауреаты и номинанты | Лауреаты и номинанты                                                                                             |
| ------------------------------------------------------------ | --- | --- | --- | --- |
| Худший фильм                                                 | • Стриптиз (Castle Rock/Columbia) (продюсер: Майк Лобелл)                                            | • Стриптиз (Castle Rock/Columbia) (продюсер: Майк Лобелл)                                                         | • Стриптиз (Castle Rock/Columbia) (продюсер: Майк Лобелл)                                                                      | • Стриптиз (Castle Rock/Columbia) (продюсер: Майк Лобелл)                                                        |
| Худший фильм                                                 | • Не называй меня малышкой (Gramercy Pictures) (продюсеры: Майк Ричардсон, Тодд Мойер и Брэд Уаймэн) | | | |
| Худший фильм                                                 | • Эд (Universal) (продюсер: Розали Сведлин)                                                          | | | |
| Худший фильм                                                 | • Остров доктора Моро (New Line) (продюсер: Эдвард Р. Прессман)                                      | | | |
| Худший фильм                                                 | • Семейка придурков (New Line/Savoy) (продюсер: Лесли Белзберг)                                      | | | |
| Худшая мужская роль                                          | Том Арнольд                                                                                          | • Том Арнольд —                                                                                                   | «Большие парни» (за роль Роско Биггера («Клыка»)) «Автостоянка» (за роль Фрэнклина Ласло) «Семейка придурков» (за роль Стэнли) | Поли Шор |
| Худшая мужская роль                                          | Том Арнольд                                                                                          | • Поли Шор — «Био-Дом» (за роль Бада)                                                                             | | Поли Шор |
| Худшая мужская роль                                          | Том Арнольд                                                                                          | • Киану Ривз — «Цепная реакция» (за роль Эдди Казаливича)                                                         | | Поли Шор |
| Худшая мужская роль                                          | Том Арнольд                                                                                          | • Адам Сэндлер —                                                                                                  | «Пуленепробиваемый» (за роль Арчи Мозеса) «Счастливчик Гилмор» (за роль «счастливчика» Гилмора)                                | Поли Шор |
| Худшая мужская роль                                          | Том Арнольд                                                                                          | • Сильвестр Сталлоне — «Дневной свет» (за роль Кита Латуры)                                                       | | Поли Шор |
| Худшая женская роль                                          | Деми Мур                                                                                             | • Деми Мур — | «Присяжная» (за роль Энни Лэрд), «Стриптиз» (за роль Эрин Грант)                                                               | «Присяжная» (за роль Энни Лэрд), «Стриптиз» (за роль Эрин Грант)                                                 |
| Худшая женская роль                                          | Деми Мур                                                                                             | • Вупи Голдберг —                                                                                                 | «Богус» (за роль Гарриет Франклин) «Эдди» (за роль Эдвины «Эдди» Франклин) «Теодор Рекс» (за роль Кэти Колтрейн)               | «Богус» (за роль Гарриет Франклин) «Эдди» (за роль Эдвины «Эдди» Франклин) «Теодор Рекс» (за роль Кэти Колтрейн) |
| Худшая женская роль                                          | Деми Мур                                                                                             | • Мелани Гриффит — «Двое — это слишком» (за роль Бетти Кернер)                                                    | | |
| Худшая женская роль                                          | Деми Мур                                                                                             | • Памела Андерсон — «Не называй меня малышкой» (за роль Бaрбары «Барб Уайр» Копетски)                             | | |
| Худшая женская роль                                          | Деми Мур                                                                                             | • Джулия Робертс — «Мэри Рейлли» (за роль Мэри Рейлли)                                                            | | |
| Худшая мужская роль второго плана                            | Марлон Брандо                                                                                        | • Марлон Брандо — «Остров доктора Моро» (за роль доктора Моро)                                                    | • Марлон Брандо — «Остров доктора Моро» (за роль доктора Моро)                                                                 | • Марлон Брандо — «Остров доктора Моро» (за роль доктора Моро)                                                   |
| Худшая мужская роль второго плана                            | Марлон Брандо                                                                                        | • Вэл Килмер — | «Призрак и Тьма» (за роль полковника Джона Генри Паттерсона), «Остров доктора Моро» (за роль Монтгомери)                       | «Призрак и Тьма» (за роль полковника Джона Генри Паттерсона), «Остров доктора Моро» (за роль Монтгомери)         |
| Худшая мужская роль второго плана                            | Марлон Брандо                                                                                        | • Стивен Сигал — «Приказано уничтожить» (за роль подполковника Остина Трэвиса)                                    | | |
| Худшая мужская роль второго плана                            | Марлон Брандо                                                                                        | • Бёрт Рейнольдс — «Стриптиз» (за роль конгрессмена Дэйвида Дилбека)                                              | | |
| Худшая мужская роль второго плана                            | Марлон Брандо                                                                                        | • Квентин Тарантино — «От заката до рассвета» (за роль Ричарда Гекко)                                             | | |
| Худшая женская роль второго плана                            | Мелани Гриффит                                                                                       | • Мелани Гриффит — «Скала Малхолланд» (за роль Кэтрин Гувер)                                                      | • Мелани Гриффит — «Скала Малхолланд» (за роль Кэтрин Гувер)                                                                   | • Мелани Гриффит — «Скала Малхолланд» (за роль Кэтрин Гувер)                                                     |
| Худшая женская роль второго плана                            | Мелани Гриффит                                                                                       | • Фэй Данауэй —                                                                                                   | «Камера» (за роль Ли Кэйхолл Боуэн), «Появляется Данстон» (за роль миссис Елены Дуброу)                                        | «Камера» (за роль Ли Кэйхолл Боуэн), «Появляется Данстон» (за роль миссис Елены Дуброу)                          |
| Худшая женская роль второго плана                            | Мелани Гриффит                                                                                       | • Джейми Герц — «Смерч» (за роль Мелиссы Ривз)                                                                    | | |
| Худшая женская роль второго плана                            | Мелани Гриффит                                                                                       | • Дэрил Ханна — «Двое — это слишком» (за роль Лиз Кернер)                                                         | | |
| Худшая женская роль второго плана                            | Мелани Гриффит                                                                                       | • Тери Хэтчер —                                                                                                   | «Пленники небес» (за роль Клодетт Рок), «Два дня в долине» (за роль Бекки Фокс)                                                | «Пленники небес» (за роль Клодетт Рок), «Два дня в долине» (за роль Бекки Фокс)                                  |
| Худший режиссёр                                              | | • Эндрю Бергман за фильм «Стриптиз»                                                                               | • Эндрю Бергман за фильм «Стриптиз»                                                                                            | • Эндрю Бергман за фильм «Стриптиз»                                                                              |
| Худший режиссёр                                              | • Джон Франкенхаймер — «Остров доктора Моро»                                                         | | | |
| Худший режиссёр                                              | • Стивен Фрирз — «Мэри Рейлли»                                                                       | | | |
| Худший режиссёр                                              | • Джон Лэндис — «Семейка придурков»                                                                  | | | |
| Худший режиссёр                                              | • Брайан Левант — «Подарок на Рождество»                                                             | | | |
| Худший сценарий                                              | • Эндрю Бергман — «Стриптиз»                                                                         | • Эндрю Бергман — «Стриптиз»                                                                                      | • Эндрю Бергман — «Стриптиз»                                                                                                   | |
| Худший сценарий                                              | • Чак Пфаррер и Айлин Чайкен — «Не называй меня малышкой»                                            | | | |
| Худший сценарий                                              | • Дэвид М. Эванс, Кен Ричардс и Янус Черконе — «Эд»                                                  | | | |
| Худший сценарий                                              | • Ричард Стэнли и Рон Хатчинсон — «Остров доктора Моро»                                              | | | |
| Худший сценарий                                              | • Брент Форрестер — «Семейка придурков»                                                              | | | |
| Худший сценарий фильма, с кассовыми сборами более 100 млн. $ | Майкл Крайтон                                                                                        | • Майкл Крайтон и Энн-Мари Мартин — «Смерч»                                                                       | • Майкл Крайтон и Энн-Мари Мартин — «Смерч»                                                                                    | • Майкл Крайтон и Энн-Мари Мартин — «Смерч»                                                                      |
| Худший сценарий фильма, с кассовыми сборами более 100 млн. $ | Майкл Крайтон                                                                                        | • Тэб Мёрфи, Ирен Меччи, Боб Цудикер и Нони Уайт — «Горбун из Нотр-Дама»                                          | | |
| Худший сценарий фильма, с кассовыми сборами более 100 млн. $ | Майкл Крайтон                                                                                        | • Дин Девлин и Роланд Эммерих — «День независимости»                                                              | | |
| Худший сценарий фильма, с кассовыми сборами более 100 млн. $ | Майкл Крайтон                                                                                        | • Дэвид Кепп, Стивен Заиллян и Роберт Таун — «Миссия невыполнима»                                                 | | |
| Худший сценарий фильма, с кассовыми сборами более 100 млн. $ | Майкл Крайтон                                                                                        | • Акива Голдсман — «Время убивать»                                                                                | | |
| Худшая новая звезда                                          | Памела Андерсон                                                                                      | • Памела Андерсон — «Не называй меня малышкой» (за роль Бaрбары «Барб Уайр» Копетски)                             | • Памела Андерсон — «Не называй меня малышкой» (за роль Бaрбары «Барб Уайр» Копетски)                                          | • Памела Андерсон — «Не называй меня малышкой» (за роль Бaрбары «Барб Уайр» Копетски)                            |
| Худшая новая звезда                                          | Памела Андерсон                                                                                      | • Бивис и Баттхед — «Бивис и Баттхед уделывают Америку»                                                           | | |
| Худшая новая звезда                                          | Памела Андерсон                                                                                      | • Эллен Дедженерес — «Господин ошибка» (за роль Марты Алстон)                                                     | | |
| Худшая новая звезда                                          | Памела Андерсон                                                                                      | • актёрский ансамбль «Друзей», ставшие кинозвёздами (Дженнифер Энистон, Лиза Кудроу, Мэтт Ле Блан, Дэвид Швиммер) | | |
| Худшая новая звезда                                          | Памела Андерсон                                                                                      | • Шэрон Стоун —                                                                                                   | «Дьяволицы» (за роль Николь Хорнер), «Последний танец» (за роль Синди Лиггетт)                                                 | «Дьяволицы» (за роль Николь Хорнер), «Последний танец» (за роль Синди Лиггетт)                                   |

| Худшая экранная пара  | Деми Мур                                                                                                | • Деми Мур и Бёрт Рейнольдс — «Стриптиз»                                                 | Бёрт Рейнольдс                                                                           |
| Худшая экранная пара  | Деми Мур                                                                                                | • Бивис и Баттхед — «Бивис и Баттхед уделывают Америку»                                  | Бёрт Рейнольдс                                                                           |
| Худшая экранная пара  | Деми Мур                                                                                                | • Марлон Брандо и «этот чёртов карлик» — «Остров доктора Моро»                           | Бёрт Рейнольдс                                                                           |
| Худшая экранная пара  | Деми Мур                                                                                                | • Мэтт Леблан и Эд (механическая обезьяна) — «Эд»                                        | Бёрт Рейнольдс                                                                           |
| Худшая экранная пара  | Деми Мур                                                                                                | • силиконовые имплантаты Памелы Андерсон — «Не называй меня малышкой»                    | Бёрт Рейнольдс                                                                           |
| Худшая песня к фильму | • Pussy, Pussy, Pussy (Whose Kitty Cat Are You?) — «Стриптиз» — автор: Марвин Монтгомери                | • Pussy, Pussy, Pussy (Whose Kitty Cat Are You?) — «Стриптиз» — автор: Марвин Монтгомери | • Pussy, Pussy, Pussy (Whose Kitty Cat Are You?) — «Стриптиз» — автор: Марвин Монтгомери |
| Худшая песня к фильму | • Welcome to Planet Boom! (a.k.a. This Boom’s for You) — «Не называй меня малышкой» — автор: Томми Ли   |                                                                                          |                                                                                          |
| Худшая песня к фильму | • Whenever There is Love (Love Theme from Daylight) — «Дневной свет» — авторы: Брюс Робертс и Сэм Роман |                                                                                          |                                                                                          |